# خریسوپییی دودزی
خریسوپییی دودزی (یونانی: Χρυσοπηγή Δεβετζή؛ تلفظ یونانی:[xrisopiˈʝi ðeveˈdzi]؛ زادهٔ ۲ ژانویهٔ ۱۹۷۶) ورزشکار دو و میدانی پرش سه‌گام اهل یونان است.